# Bernardo António Antunes
Bernardo António Antunes, o Visconde de Nazaré ComNSC (Póvoa de Lanhoso, Frades, 20 de Agosto de 1833 - Lisboa, Lapa, 27 de Novembro de 1905), foi um empresário agrícola e comercial, filantropo português e primeiro Visconde de Nazaré.

## Família
Filho de António José Antunes e de sua mulher Ana Joaquina de Magalhães (1 de Fevereiro de 1811 - 27 de Junho de 1844) e neto materno de José Maria Vieira Barbosa (Póvoa de Lanhoso, Frades - ?) e de sua mulher Teresa Maria de Magalhães de Carvalho (? - 25 de Fevereiro de 1833). José Maria Vieira Barbosa era filho de Domingos José Barbosa (1753 - 1803) e de sua mulher Teresa José Gonçalves Vieira (? - 1827) e neto paterno de António Barbosa (1709 - 1778) e de sua mulher Teresa Vieira da Costa (? - 1787). Teresa Maria de Magalhães de Carvalho era filha de Custódio José de Magalhães e de sua mulher Luísa de Carvalho (? - 1830), neta paterna de ... e de sua mulher Teresa Antunes e neta materna de Manuel Francisco e de sua mulher Luísa de Carvalho.

## Biografia
Partiu novo de Portugal para o Brasil, onde se conservou trinta e nove anos, dedicando-se ao comércio. Devido à sua tenacidade no trabalho, entrou como sócio da casa Antunes & Correia e fez parte doutras sociedades durante a sua longa permanência no Brasil. Viajou muito pelo estrangeiro mas, doente e sentindo agravarem-se os seus males, fixou finalmente residência em Lisboa. Tanto no Grão-Pará como em Lisboa foi um dos mais beneméritos protetores da Associação de Beneficência Portuguesa.
O título de 1.º Visconde de Nazaré foi-lhe concedido, em sua vida, por Decreto de D. Luís I de Portugal de 29 de Março de 1883 e refere-se ao nome duma sua propriedade no Grão-Pará.
Foi feito 2.095.º Comendador da Real Ordem Militar de Nossa Senhora da Conceição de Vila Viçosa por D. Luís I de Portugal a 21 de Abril de 1886 e Fidalgo Cavaleiro da Casa Real por Alvará de D. Luís I de Portugal de 28 de Setembro de 1886.

## Casamento e descendência
Bernardo António Antunes casou com Maria Josefa Ferreira, da qual teve: 
- Guilhermina de Brito Antunes, casada com Joaquim Martins Monteiro, com geração
- Maria Isabel de Brito Antunes, casada com Alfredo José da Silva e Cunha (Braga, Priscos, Quinta do Crasto - Porto, Mafamude, Palacete da Raza), filho de António José da Silva e Cunha, do qual foi primeira mulher, com geração
- Rosa Josefina de Brito Antunes, casada com seu cunhado Alfredo José da Silva e Cunha (Braga, Priscos, Quinta do Crasto - Porto, Mafamude, Palacete da Raza), do qual foi segunda mulher, sem geração
- Maria Leonor de Brito Antunes, falecida a 12 de Dezembro de 1913 em Lisboa, que casou com o Coronel de Infantaria João de Lemos e Meneses Sousa e Albuquerque (Viseu, 6 de Novembro de 1860 - 10 de Junho de 1930), filho do Major-Médico Dr. António de Meneses de Sousa e Albuquerque e neto do Dr. João Victorino de Sousa e Albuquerque, com geração
- João de Brito Antunes, Representante do Título de Visconde de Nazaré, casado com Leopoldina Danin Lobo (6 de Novembro de 1863 - 16 de Janeiro de 1913), filha de Bruno Álvares Lobo (? - 1 de Maio de 1880) e de sua mulher Isabel da Silva Araújo Danin, neta paterna de Joaquim José Lobo e de sua mulher Maria do Espírito Santo e neta materna de Joaquim Francisco Danin (1799 - ?) e de sua mulher Isabel da Silva Araújo, da qual teve duas filhas e três filhos: 
  - Leopoldina Lobo Antunes, casada com José da Silva dos Santos
  - João Lobo Antunes
  - Maria Isabel Lobo Antunes, casada com João Lobo dos Santos Moreira
  - Joaquim Lobo Antunes
  - António Lobo Antunes (13 de Junho de 1880 - Lisboa, Benfica, 8 de Janeiro de 1960), Capitão de Cavalaria, que esteve na Revolução Monárquica de Monsanto, casado com Eva Futscher de Figueiredo (7 de Janeiro de 1895 - 17 de Maio de 1977), filha de Alfredo dos Santos de Figueiredo e de sua mulher Paulina Sofia Futscher, da qual teve dois filhos e quatro filhas: 
    - António Pedro de Figueiredo Lobo Antunes
    - João Alfredo de Figueiredo Lobo Antunes (Tânger, 28 de Fevereiro de 1915 - Lisboa, 10 de Junho de 2004), casado com Maria Margarida Machado de Almeida Lima, filha de António José Moreira Barbosa de Almeida Lima, Engenheiro Militar, que ficou incapacitado de prosseguir a carreira militar por ferimentos recebidos na Primeira Guerra Mundial, e de sua mulher Margarida da Beira Cardoso de Melo Machado (Lisboa - ?), filha de Joaquim José Machado e de sua mulher Mariana Cardoso de Melo, com geração
    - Maria Madalena de Figueiredo Lobo Antunes (10 de Abril de 1917 - ?), casada com Fernando Eloy Borges Cardoso, Advogado e Consultor Jurídico dos CTT, com geração
    - Maria Margarida de Figueiredo Lobo Antunes (15 de Abril de 1919 - 29 de Abril de 2010), solteira e sem geração
    - Maria de Lourdes de Figueiredo Lobo Antunes (Tânger, 5 de Março de 1921 - Lisboa, 2001), casada em 1952 com Pedro Nolasco da Silva (Macau, 9 de Janeiro de 1923 - Lisboa), com geração
    - Maria da Graça de Figueiredo Lobo Antunes (Lisboa, Benfica, 4 de Junho de 1931 - 2002), casada a 11 de Fevereiro de 1954 com José Manuel Canas Simões (20 de Fevereiro de 1930 - 30 de Janeiro de 2002), Médico Veterinário, com geração
- Bernardo de Brito Antunes
- José de Brito Antunes, casado com Elisabeth ...